# Anhmaré
Anhmaré (ˁnḫ-mˁ-rˁ) ókori egyiptomi herceg és vezír volt a IV. dinasztia idején. Hafré fáraó fia.
Címei: örökös herceg; nemesember; a király legidősebb, vér szerinti fia; apja fő szertartásmestere; főbíró; vezír; apjának, Alsó-Egyiptom királyának kincstárnoka.
Sírja a gízai nekropoliszban található G 8460. A bejárat sziklába vájt kápolnához vezet, melyet két oszlop oszt két részre. Az oszlopok mögötti részen három temetkezési aknát vájtak a földbe. Az elsőben (1350) egy csontvázat találtak, körülötte látszottak egy férfi és egy fiú lábnyomai, valószínűleg ókori sírrablóké. Az 1351-es számú egy sima akna, az 1352-esből pedig mészkő szarkofág került elő, melyet a nyugati falnak támasztottak.

## Fordítás
- Ez a szócikk részben vagy egészben  az   Ankhmare című angol Wikipédia-szócikk ezen változatának fordításán alapul.  Az eredeti cikk szerkesztőit annak laptörténete sorolja fel. Ez a jelzés csupán a megfogalmazás eredetét és a szerzői jogokat jelzi, nem szolgál a cikkben szereplő információk forrásmegjelöléseként.